# 田島英一
田島 英一（たじま えいいち、1962年 - ）は、日本の政治学者。慶應義塾大学総合政策学部教授。専門は中国地域研究、公共宗教論。SFC中国語研究室に所属。

## 略歴
東京都出身。1980年茨城県立竜ヶ崎第一高等学校、1985年慶應義塾大学文学部卒業。1987年同大学院文学研究科修士課程修了、1991年同博士課程単位取得退学。
1994年慶大総合政策学部専任講師、2001年助教授、2006年教授。

## 著書

### 単著
- 『「中国人」という生き方』（集英社、2001年）
- 『上海 大陸精神と海洋精神の融合炉』（PHP研究所、2004年）
- 『中国人、会って話せばただの人』（PHP研究所、2006年）
- 『弄ばれるナショナリズム』（朝日新聞社、2007年）

### 共編著
- 『インテンシブ中国語』（氷上正・重松淳共編、東方書店、2000年）
- 『協働体主義』（山本純一共編、慶應義塾大学出版会、2009年）
- 『アジアの持続可能な発展に向けて』（厳網林共編、慶應義塾大学出版会、2013年）